# Indrek Tobreluts
Indrek Tobreluts (* 5. April 1976 in Tartu) ist ein ehemaliger estnischer Biathlet.

## Karriere
Indrek Tobreluts kommt aus Elva. Biathlon betrieb er seit 1986 und wurde von Rein Pedaja trainiert. Seit 1995 gehörte der Sportler, der für die Estonian Agricultural University startete, zum estnischen Nationalkader.
Tobreluts feierte 1995 bei einem Einzel (80.) in Oberhof sein Debüt im Biathlon-Weltcup. In dem Jahr trat er auch erstmals bei Biathlon-Weltmeisterschaften – in Antholz – an, ohne jedoch eine nennenswerte Platzierung zu erreichen. Bis 2007 nahm er an allen weiteren Welttitelkämpfen teil. 1998 nahm Tobreluts erstmals an Olympischen Winterspielen teil. In Nagano erreichte er mit einem 36. Rang im Sprint sein bis dato bestes Ergebnis. Ebenfalls 1998 nahm er zudem bei den Weltmeisterschaften im Sommerbiathlon teil und kam in Osrblie in Sprint und Verfolgung auf siebte Plätze. Einen Leistungssprung hatte der Este bei den Biathlon-Weltmeisterschaften 2000 in Oslo am Holmenkollen. Hier wurde er 17. im Sprint und platzierte sich damit erstmals in den Weltcup-Punkterängen. Besonders gut liefen die 2000er Weltmeisterschaften im Sommerbiathlon in Chanty-Mansijsk. Hier wurde Tobreluts Weltmeister im Sprint sowie Zweiter in der Verfolgung und mit Roland Lessing, Janno Prants und Dimitri Borovik Dritter in der Staffel.
In der Saison 2000/01 konnte Indrek Tobreluts erstmals mehrere gute Platzierungen im Winter-Biathlon erreichen. Höhepunkt der Saison wurden die Olympischen Winterspiele 2002 in Salt Lake City, wo Tobreluts jedoch keinen nennenswerten Ergebnisse erreichte. Kurz danach schaffte er in Oslo erstmals als Zehnter im Sprint ein Ergebnis unter den Top 10. In den nächsten beiden Jahren konnte sich Tobreluts stetig verbessern. In der Saison 2003/04 erreichte er in Pokljuka in einem Sprint als Fünfter sein bestes Weltcup-Ergebnis. Die Saison beendete er im Gesamtweltcup als 31. Danach folgten nur noch sporadisch gute Weltcupergebnisse in Einzelrennen. Im Sommer 2004 startete der Este erneut bei den Weltmeisterschaften im Sommerbiathlon. In Osrblie gewann er hinter Zdeněk Vítek Silber im Sprint, in der Verfolgung wurde er Vierter, mit der Staffel Fünfter. Zwei Jahre später in Ufa gewann er erneut Silbermedaillen im Sprint und in der Verfolgung.
Indrek Tobreluts nahm 2010 zum dritten Mal an Olympischen Winterspielen teil. Er belegte im Sprint Platz 30. 2014 in Sotschi konnte er mit Platz 29 im Einzel das beste Olympiaresultat seiner Karriere erreichen. Bis 2013 nahm er jedes Jahr an Biathlon-Weltmeisterschaften teil. Sein bestes Ergebnis war hierbei der 20. Platz 2007 im Sprint von Antholz.
Tobreluts lief bis zum Januar 2015 im Weltcup – insgesamt 20 Jahre. Nach der Teilnahme bei den Biathlon-Europameisterschaften 2015 im heimischen Otepää beendete er seine aktive Karriere.

## Biathlon-Weltcup-Platzierungen
Die Tabelle zeigt alle Platzierungen (je nach Austragungsjahr einschließlich Olympische Spiele und Weltmeisterschaften).
- 1.–3. Platz: Anzahl der Podiumsplatzierungen
- Top 10: Anzahl der Platzierungen unter den ersten zehn (einschließlich Podium)
- Punkteränge: Anzahl der Platzierungen innerhalb der Punkteränge (einschließlich Podium und Top 10)
- Starts: Anzahl gelaufener Rennen in der jeweiligen Disziplin
- Staffel: inklusive Mixed-Staffel

| Platzierung         | Einzel | Sprint | Verfolgung | Massenstart | Team | Staffel | Gesamt |
| ------------------- | ------ | ------ | ---------- | ----------- | ---- | ------- | ------ |
| 1. Platz            |        |        |            |             |      |         |        |
| 2. Platz            |        |        |            |             |      |         |        |
| 3. Platz            |        |        |            |             |      |         |        |
| Top 10              |        | 4      | 1          |             |      | 17      | 22     |
| Punkteränge         | 6      | 30     | 16         | 2           |      | 84      | 138    |
| Starts              | 43     | 135    | 61         | 2           |      | 84      | 325    |
| Stand: Karriereende |        |        |            |             |      |         |        |

## Weblink
- Indrek Tobreluts in der Datenbank der IBU (englisch)

| Personendaten    | Personendaten       |
| ---------------- | ------------------- |
| NAME             | Tobreluts, Indrek   |
| KURZBESCHREIBUNG | estnischer Biathlet |
| GEBURTSDATUM     | 5. April 1976       |
| GEBURTSORT       | Tartu               |